# Keith O'Brien
Keith Michael Patrick O'Brien (17. ožujka 1938. – 19. ožujka 2018.), bio je škotski rimokatolički kardinal. Služio je kao nadbiskup svetoandrijski i edinburški od 1985. do 2013. godine. Uzdignut je u kardinalat 2003. godine.
Kardinal O'Brien bio je vođa Rimokatoličke Crkve u Škotskoj i predsjednik njezine biskupske konferencije. U studenome 2012. godine predao je svoje odreknuće od uprave Nadbiskupije svetoandrijske i edinburške zbog nadolazećeg 75. rođendana, a odreknuće je papa konačno prihvatio 18. veljače 2013. godine i obznanio ga javnosti 25. veljače 2013. Objavu njegova odreknuća pratile su optužbe za neprimjereno postupanje prema mladim klericima 1980-ih.

## Životopis
O’Brien je rođen u Ballycastleu u grofoviji Antrimu u Sjevernoj Irskoj 17. ožujka 1938. godine. Nakon osnovnoškolskog obrazovanja u Ballycastleu preselio se s obitelji u Škotsku gdje mu je otac služio u Kraljevskoj ratnoj mornarici u Faslaneu, ispočetka polazeći Osnovnu školu sv. Stjepana u Dalmuiru nakon koje nastavlja školovanje u Srednjoj školi Naše Gospe i sv. Patrika u Dumbartonu. Njegova se obitelj zatim preselila u Edinburgh gdje je dovršio svoje srednjoškolsko obrazovanje na Akademiji svetoga Križa prije nego što je počeo studirati na Sveučilištu u Edinburghu gdje je stekao naslov prvostupnika znanosti u kemiji 1959. (a potom i diplomu u obrazovanju 1966.). Studirao je za svećenika na Kolegiju sv. Andrije u Drygrangeu u Roxburghshireu, a za svećenika ga je zaredio 3. travnja 1965. njegov prethodnik kardinal Gordon Gray. Prvotno je služio kao kurat na Svetom Križu u Edinburghu od 1965. do 1966. godine, pritom stekavši učiteljski certifikat na Obrazovnom kolegiju u Moray Houseu. Tijekom sljedećih 5 godina, od 1966. do 1971., radio je u grofovijskom vijeću Fifea kao učitelj matematike i znanosti; služio je također kao kapelan u Srednjoj školi sv. Kolumbe, prvotno u Cowdenbeathu a potom u Dunfermline, istovremeno asistirajući u župi sv. Brigite u Cowdenbeathu.
Zatim je radio puno radno vrijeme kao župni apostolat pri Sv. Patriku u Kilsythu od 1972. do 1975., a zatim pri Sv. Mariji u Bathgateu od 1975. sve do 1978. Službovao je kao duhovni ravnatelj studenata na Kolegiju sv. Andrije u Drygrangeu od 1978. do 1980., a zatim kao rektor Kolegija sv. Marije u Blairsu, mlađi sjemeništarac blizu Aberdeena od 1980. do 1985. godine.

## Nadbiskup svetoandrijski i edinburški
Kardinal O’Brien imenovan je nadbiskupom svetoandrijskim i edinburškim 30. svibnja 1985. godine, a zaredio ga je u episkopat kardinal Gray, tadašnji nadbiskup emeritus svetoandrijski i edinburški, u katedrali sv. Marije u Ediburghu 5. svibnja 1985. godine. Papa Ivan Pavao II. učinio ga je kardinalom svećenikom Svetih Joakima i Ane na Tuskulanu 21. listopada 2003. godine.
Kardinal je imenovan bailom Velikog križa časti i pobožnosti Suverenog malteškog vojnog reda 2005., postavljen za velikog priora Škotskog namjesništva Viteškog reda Svetog groba u Jeruzalemu 2001. i postavljen za viteza Velikog križa (KGCHS, engl. Knight Grand Cross) istog reda 2003. godine.
O'Brienu je dodijeljen počasni stupanj doktora prava na Sveučilištu sv. Franje Ksaverskog u Antigonishu u Novoj Škotskoj u Kanadi 2004. godine; dodijeljen mu je počasni stupanj doktora teologije na Sveučilištu u St Andrewsu 2004. i dodijeljen mu je počasni stupanj doktora teologije na Sveučilištu u Edinburghu također 2004. godine.
Apostolski administrator Biskupije argyllske i otočke bio je od 1996. do 1999. kada je biskup Ian Murray preuzeo biskupiju.
O'Brien je sudjelovao na papinskim konklavama 2005. u kojima je izabran papa Benedikt XVI.
U iščekivanju posjeta pape Benedikta Engleskoj i Škotskoj 2010. godine O'Brien i Vincent Nichols, nadbiskup westminsterski, izjavili su da je kriza u koju je bio upleten Seán Brady, nadbiskup armaški, oko optužaba o zlostavljanju koje su provodili svećenik Brendan Smyth i ostali klerici, stvar irske Katoličke Crkve i da ona ne bi smjela zasjeniti posjet pape Benedikta. O’Briena i Vincenta Nicholsa upitali su hoće li papa na optužbe podignute protiv Crkve o klerikalnom spolnom uznemirivanju odgovoriti tijekom svojega četverodnevna posjeta - prvog papina posjeta Ujedinjenoj Kraljevini od posjeta pape Ivana Pavla II. 1982. godine.
“Ne znamo da li će se osvrnuti na tu temu. Poprilično smo različita zemlja od Irske ili Francuske ili bilo koje druge. U osnovi ne znam da li će istaknuti ovu pojedinačnu temu,” rekao je kardinal O’Brien, dok je nadbiskup Nichols rekao da engleski, velški i škotski biskupi imaju “robusna” pravila radi zaštite djece.
O'Brien je prvotno namjeravao sudjelovati u konklavama 2013. radi izbora nasljednika pape Benedikta XVI., ali je otkazao svoje sudjelovanje zbog svojega odreknuća u veljači iste godine.

### Kurijalna imenovanja
Nakon što je promaknut u kardinala O’Brien je postavljen za člana Papinskog vijeća za sredstva društvenih komunikacija i također člana Papinskoga vijeća za pastoral selilaca i putnika.
Trenutačno je predsjednik Škotske biskupske konferencije i obavlja razne zadaće na zahtjev ostalih članova konferencije.
Ponekad ga neškoti nazivaju "primasom Škotske", no takav naslov mu nije nikada službeno dodijeljen niti u Škotskoj postoji presedan za položaj primasa. Za svoje geslo uzeo je Služiti Gospodinu s radošću (lat. Servite Domino in laetitia). 

## Misionarsko zanimanje
O'Brien je oduvijek pokazivao veliko zanimanje za strane misije, posjetivši teritorij koji je prethodno usvojila njega nadbiskupija - Bauchi u sjevernoj Nigeriji - u dvjema prilikama. Također je posjetio svoje svećenike koji su bili na posudbi u biskupijama Srednje Amerike, posjetivši Salvador tri puta i Chiapas u Meksiku dva puta, a otputovao je i u Gvatemalu.
Kao direktor Škotskog katoličkog međunarodnog fonda za pomoć (SCIAF, engl. Scottish Catholic International Aid Fund), kardinal je posjetio projekte pomognute iz Škotske tijekom sljedećih godina: Ruandu i Demokratsku Republiku Kongo 2004., Etiopiju 2005., te Darfur u Sudanu 2006. godine. Iste je godine O'Brien promicao razne projekte u Biskupiji mošijskoj u Tanzaniji koje su podupirale Srednja škola sv. Križa i župa sv. Ivana u Portobellu. Također je posjetio Indiju rane 2007. godine, a pozvan je u posjet Pekingu i Šangaju u Kini te Hanoiu u Vijetnamu.

## Pogledi
Ponekad nazivan "kardinalom kontroverzija" O'Brien često o temama bliskim njegovu srcu govori sasvim otvoreno. Godine 1999. na Europskoj biskupskoj sindodi O'Brien je odgovorio koga smatra prikladnim za sljedećeg nadbiskupa westminsterskog nakon smrti kardinala Basila Humea O.S.B. Obično biskupi na ovakvu vrstu pitanja odgovaraju vrlo diplomatski ako uopće i odgovore. O'Brien je naprasno imenovao svojega kandidata oca Timothyja Radcliffea, meštra generala dominikanskog reda (crnih fratara). Na toj se sinodi Radcliffe osvrnuo k O'Brienovu srcu. Postoji kriza autoriteta prisutna u Crkvi, rekao je Radcliffe, no odgovor ne može biti veći naglasak na autoritetu. U prisustvu pape, Radcliffe je nastavio: Crkva ne bi trebala govoriti samo o siromašnima, razvedenima, ženama koje su imale abortus, homoseksualcima, već uzeti k srcu njihova iskustva, jesti njihov kruh, uzeti ono što oni mogu ponuditi. 'Oni nas okrivljuju da smo se povezali s lošim ljudima, no mi imamo dobru prednost'.

### Škotska neovisnost
U intervjuu s filozofom profesorom Johnom Haldaneom sa Sveučilišta u St Andrewsu, objavljenom u Catholic Heraldu u listopadu 2006. godine, O'Brien je izjavio da će biti "sretan" ako Škoti budu glasali za neovisnost te predvidio da će neovisnost stići "vrlo skoro". Povukao je paralele s neovisnošću Rimokatoličke Crkve u Škotskoj: "teško je tvrditi da je crkvena neovisnost prihvatljiva, a poltička neovisnost nije".

### Homoseksualnost
Prije uzdignuća u kardinala O'Brien je smatran liberalom po pitanju homoseksualnosti, navodeći mnoge homoseksualne svećenike u Crkvi. Godine 2005. O'Brien je prekorio biskupa Josepha Devinea koji je predlagao da homoseksualcima ne bi smjelo dopustiti poučavanje u katoličkim školama komentirajući "nemam nikakvih problema s osobnim životom neke osobe sve dok se ne šepuri svojom seksualnošću".
U svibnju 2005. rekao je zastupnicima Škotskog parlamenta da su homoseksualci "zatočenici seksualnih aberacija", usporedivši homoseksualce sa zatvorenicima u zatvoru Saughtonu. U siječnju 2006. kritizirao je westminsterske parlamentarce zbog uvođenja civilnog partnerstva u UK te holyroodske članove zbog liberalizacije zakona o razvodu u Škotskoj. U srpnju 2006. usprotivio se prijedlozima promjene zakona kojim se zahtijevalo da katoličke agencije za usvajanje omoguće usvajanje djece homoseksualcima na jednak način kao i heteroseksualcima, nazvavši te promjene totalitarnima. Godine 2011. kritizirao je "agresivan sekularizam" denuncirajući ono što je tvrdio da su načini na koje se kršćane sprječava da djeluju u skladu sa svojim uvjerenjima jer odbijaju usvojiti takve životne stilove.
U prosincu 2011. O'Brien je ponovio kontinuiranu opoziciju Katoličke Crkve civilnim partnerstvima i predložio da ne bi trebali postojati zakoni koji 'olakšavaju' istospolne zajednice, nazvavši ih "štetnima" s tvrdnjom; “empirijski dokaz je jasan, istospolne zajednice su očigledno štetne za medicinsko, emocionalno i duhovno blagostanje onih koji su u njih uključeni, nijedno milosrdno društvo ne bi nikad smjelo donijeti zakone radi olakšavanja ili promicanja takvih zajednica, svojim djelima nismo uspjeli pomoći onima koji se bore sa svojom istospolnom privlačnošću i širim društvom.
Dana 5. ožujka 2012. godine O'Brien je kritizirao koncept istospolnog braka na BBC-jevu Radiju 4, rekavši da će osramotiti Ujedinjenu Kraljevinu i da će promicanje takvih stvari dodatno degenerirati društvo. Konzervativni parlamentarac Margot James, koji je bio smatran jednim od najutjecajnijih gay ljudi 2009. godine, nazvao je te komentare "zastrašivačkima" i izjavio: "Mislim da je to potpuno neprihvatljiv način za jednog prelata da tako govori. Mislim da vlada uopće ne nastoji prisiliti katoličke Crkve da provode gay ženidbe. Radi se o čisto građanskoj stvari." Zamjenica voditelja kluba Laburističke stranke Harriet Harman rekla je, "mi smo imali predrasude, diskriminaciju i homofobiju stotinama godina. To nikako nije opravdanje [...] ne želim da itko osjeća da je to dopuštenje za poticanje predrasuda." Dan Hodges napisao je: "Ne mogu se sjetiti kada sam posljednji put pročitao moralno i intelektualno propaliju tričariju nekog starijeg člana klera." Stonewall, lobistička skupina sa sjedištem u Londonu koja se protivi napadima na lezbijke, gejeve i biseksualce, dodijelila je O'Brienu nagradu "Bigota godine" na svojoj godišnjoj dodjeli nagrada u studenome 2012. Nagradu je kritizirao prvi ministar Škotske Alex Salmond nazvavši je "jasno pogrešnom" i "nepoticajnom za pravu i dostojanstvenu debatu o važnom pitanju ravnopravnosti u Škotskoj". Slično tomu, Stonewallovi pokrovitelji Barclays zaprijetili su da će povući financiranje ako se nagrada ne obustavi.
Dana 23. veljače 2013. The Observer je objavio iskaze četvorice članova škotskog katoličkog klera (sadašnjih ili bivših svećenika) s tvrdnjama da je u ranim 1980-ima kardinal O'Brien zlorabio svoj položaj kao član crkvene hijerarhije upućujući im neželjene homoseksualne ponude. (Vidi navodna "neprikladna djela" naprijed.)

### Političari koji podupiru abortus
U svibnju 2007. godine nagovarao je katolike da odbace političke kandidate koji podupiru ono što je nazvao "društvenim zlom" abortusa, te rekao da takvi katolički političari ne bi trebali očekivati da će ostati puni članovi Crkve.

### Zakon o zamecima
Tijekom ožujka 2008. O'Brien je istaknuo pitanje zakona o zamecima koji je predočen parlamentu, denuncirajući vladu za "monstruozan napad na ljudska prava" krpz svoje "zlo" potvrđivanje "frankensteinskih" eskperimenata. Neki znanstvenici sugerirali su da kardinal namjerno rabi podjarivački jezik da podbode na protivljenje zakonu; drugi su pak tvrdili da se pridržava morala i prisiljava vladu da dopusti parlamentarcima da slobodno glasaju o ovom pitanju. (Gordon Brown je izvorno nametnuo stegu laburističkim parlamentarcima što je značilo da moraju poduprijeti zakon bez obzira na osobna uvjerenja.)
Kardinal je postavio video na YouTube u kojemu iznosi svoja vjerovanja koja se tiču Zakona o čovječjoj embriologiji i fertilizaciji. Kratki video snimljen je na DVD-u i poslan svakom zastupniku u parlamentu. U video O'Brien objašnjava da se ne protivi medicinskom istraživanju — zapravo on podupire istraživanje odraslih matičnih stanica — no protivi se uporabi zametaka koji će se uništiti nakon istraživanja. U videu je također izrazio zabrinutost za "humano-animalne hibride".

### Novi laburist
U veljači 2010. godine državni tajnik za Škotsku Jim Murphy izjavio je da je vjera bila "u samim temeljima Laburističke stranke." O'Brien je odgovorio na ove tvrdnje rekavši da je "srdačno pozdravio ovaj sentiment" no istaknuo da bi "opipljivi primjer kojim bi Vlada tijekom proteklog desetljeća priznala ili potvrdila religijske vrijednosti također bio srdačno pozdravljen. Umjesto toga svjedočimo da Vlada poduzima sustavan i neumoran napad na obiteljske vrijednosti." Nadbiskup je nadalje otkrio da je rekao škotskom laburističkom vođi Iainu Grayu "nadam se da ti on [papa Benedikt XVI.] zadaje muke za ono što se događalo tijekom proteklih 10 godina." To je bila referencija na papin posjet koji se trebao zbiti u rujnu 2010.

### Britanska vanjska politika
U ožujku 2011. O'Brien je nazvao britansku vanjsku politiku "antikršćanskom" zbog povećanja pomoći Pakistanu bez zahtijevanja bilo kakva napora od pakistanske vlade da omogući religijske slobode kršćanima i ostalim manjinama. Ovu je tvrdnju izrekao neposredno nakon atentata na pakistanskog ministara Shahbaza Bhattija, koji se protivio zakonu o blasfemiji u Pakistanu.

### Zakon o stupanju
Pozvao je da se 310 godina star zakon koji priječi katolicima preuzimanje prijestolja opozove. Kardinal O'Brien rekao je da Zakon o stupanju iz 1701. priječi napore u zauzdavanju sektaštva. Prvi ministar David Cameron izjavio je da "u principu" poduipre izmjenu toga zakona o kraljevskoj sukcesiji radi dopuštenja prvorođenim kćerima da preuzmu prijestolje i uklanjanja zabrane kojom katolici ne mogu postati kraljem ili kraljicom ili oženiti se odnosno udati za prijestonasljednicu odnosno prijestolonasljednika.

### Oženjeni svećenici
Dana 22. veljače 2013. u intervjuu BBC-u kardinal O'Brien raspravljao je o mogućnosti da se ponovo promisli o pravilima kojima bi rimokatoličkim svećenicima ženidba bila dopuštena.

## Navodna "neprikladna djela" i odreknuće od nadbiskupstva
Dana 23. veljače 2013. The Observer je izvjestio da je kardinal O'Brien optužen za neprikladno ponašanje prema trima djelatnim svećenicima i prema jednom bivšem svećeniku u Biskupiji svetoandrijskoj i edinburškoj koje datira iz 1980-ih. Pritužba kojom se traži njegovo neodložno odreknuće uložena je vatikanskom veleposlaniku pri Ujedinjenoj Kraljevini. Kardinal je opovrgnuo navode. Dana 24. veljače 2013. godine O'Brien nije pohodio posebnu službu radi proslave osmogodišnje vladavine pape Benedikta XVI u rimokatoličkoj katedrali sv. Marije u Edinburghu. Naširoko se izvještavalo da je tražio pravni savjet i da mu je savjetovano da ne pohodi službu.
Dana 25. veljače 2013. godine objavljeno je da se O'Brien odreknuo nadbiskupstva i da neće prisustvovati nadolazećim konklavama.

## Zdravlje
O'Brien je dugo patio zbog srčanih problema pa mu je ugrađen pacemaker nakon što se požalio na omaglice i vrtoglavice te nesvjestice prije mise na Cvjetnicu u ožujku 2008. godine.

## Vanjske poveznice
- Profil na mrežnom mjestu Vatikana
- profil  Arhivirana inačica izvorne stranice od 18. lipnja 2012. (Wayback Machine) na mrežnom mjestu Nadbiskupije svetoandrijske i edinburške
- YouTube video kardinala O'Briena o čovječjim zamecima.

| Titule u Katoličkoj Crkvi     | Titule u Katoličkoj Crkvi                                           | Titule u Katoličkoj Crkvi       |
| ----------------------------- | ------------------------------------------------------------------- | ------------------------------- |
| prethodnik Gordon Gray        | svetoandrijski i edinburški nadbiskup 1985.–2013.                   | nasljednik Leo Cushley          |
| prethodnik Hans Hermann Groër | kardinal-prezbiter naslova Sv. Joakima i Ane al Tuscolano 2003–2018 | nasljednik Toribio Ticona Porco |